# Lassen Peak
Lassen Peak (in italiano picco Lassen o monte Lassen) è il vulcano attivo più meridionale della catena delle Cascate degli Stati Uniti occidentali. Situato nella regione a ridosso del monte Shasta in California, esso rientra nell'arco vulcanico delle Cascate, che si estende dalla Columbia Britannica sudoccidentale, in Canada, alla California settentrionale. Il Lassen Peak raggiunge un'elevazione di 3.187 m e si erge sopra la valle del Sacramento, fornendo l'habitat ideale, a seconda delle fasce altitudinali, a molte specie vegetali e animali.
Per quanto concerne il duomo di lava, il Lassen Peak ha un volume di 2,5 km³, numero che lo rende il più esteso del pianeta Terra. Il vulcano sorse dall'ex fianco settentrionale dell'ormai eroso monte Tehama circa 27.000 anni fa, a seguito di una serie di eruzioni avvenute nel corso di pochi anni. La montagna è stata significativamente erosa dai ghiacciai negli ultimi 25.000 anni ed è attualmente ricoperta da depositi di ghiaione.
Il 22 maggio 1915, una potente eruzione esplosiva a Lassen Peak devastò le aree vicine e diffuse con cenere vulcanica che giunse fino a 450 km a est. Tale esplosione risultò la più potente di una sequela di eruzioni prolungatesi dal 1914 al 1917. Il Lassen Peak e il monte St. Helens sono stati gli unici due vulcani negli Stati Uniti d'America contigui ad eruttare durante il Novecento.
Il parco nazionale vulcanico di Lassen, il quale comprende un'area di 430,47 km², andò istituito allo scopo di preservare le aree interessate dall'eruzione, consentire ulteriori osservazioni e studi scientifici, proteggere l'ecosistema presente nei dintorni del vulcano e impedire a chiunque di edificare in zona. Il parco, insieme alla vicina foresta nazionale di Lassen e alla cima stessa, è diventato una destinazione popolare per eseguire varie attività ricreative, tra cui arrampicata, escursionismo, campeggio, impiego di racchette da neve, kayak e sci di fondo. Il Lassen Peak viene ritenuto ancora pericoloso, considerazione che permette di comprendere come il vulcano sia semplicemente in stato vegetativo, ma con una camera magmatica funzionante sotto terra ancora in grado di esplodere. I principali pericoli rappresentati da un'ipotetica eruzione risultano le colate laviche, i flussi piroclastici, i lahar (colate di fango, smottamenti e flussi di detriti), cenere, valanghe e inondazioni. Per scongiurare i rischi appena esposti, l'Osservatorio Vulcanologico della California (California Volcano Observatory) monitora con costanza le attività vulcaniche e sismologiche.

## Geografia

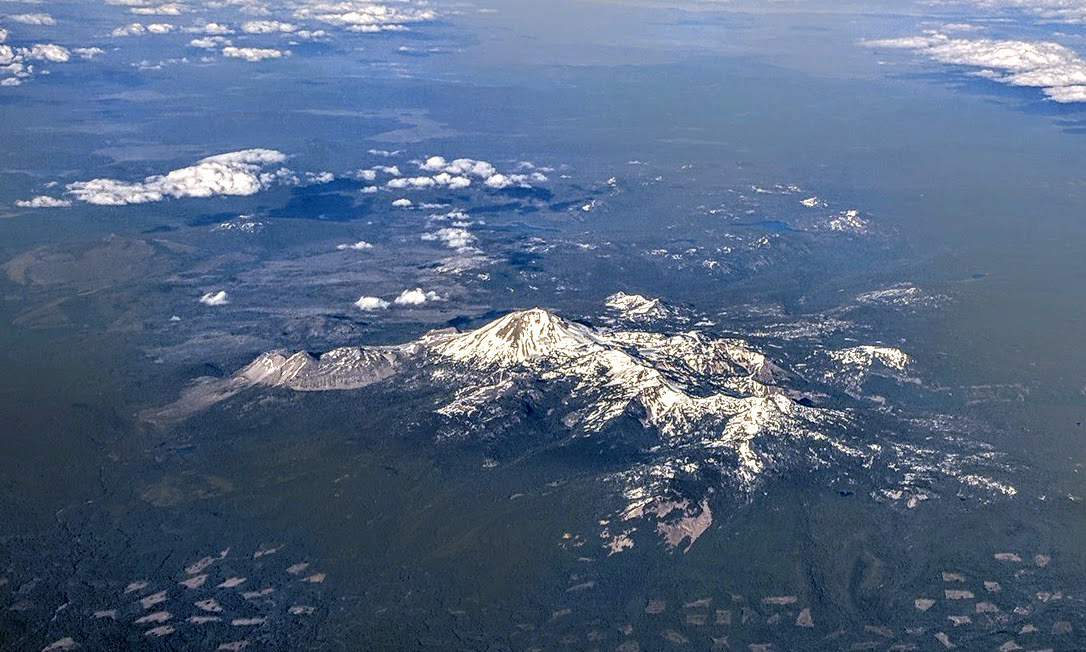
Veduta aerea del Monte Lassen con la neve, inizio maggio 2018

Situato nel parco nazionale vulcanico di Lassen, il Lassen Peak si trova nella contea di Shasta, 89 km a est della città di Redding, nello stato americano della California. La cima e il resto dell'area del parco nazionale sono circondati dalla foresta nazionale di Lassen, che si estende per 4.900 km². Tra le città vicine figura innanzitutto Mineral, nella contea di Tehama e di Viola.
Il Lassen Peak raggiunge un'elevazione di 3.180 m, secondo i dati del 1981 dello United States National Geodetic Survey (NGS); Nel 1992, il Geographic Names Information System (GNIS) ha corretto l'altitudine della montagna, ritenendola pari a 3.187 m. Il Lassen Peak risulta il grande vulcano più meridionale della catena delle Cascate, che si erge sopra la valle del Sacramento settentrionale. Delimitata dalla valle di Sacramento e dai monti Klamath a ovest e dalla catena montuosa della Sierra Nevada a sud, è la seconda vetta più alta del segmento californiano delle Cascate, superata solo dal monte Shasta, situato a 130 km a nord. A causa della sua vicinanza ai vicini vulcani Tehama e Diller, non è facile da distinguere dalle altre per un osservatore non esperto.
Il Lassen Peak fa registrare la più alta quantità di nevicate invernali registrata in California, in virtù dei 1.676 cm medi che cadono; in alcuni anni, sono più di 2.500 i cm che cadono all'altezza del lago Helen, localizzato a 2.515 m alla base della cresta. L'area del Lassen Peak riceve più precipitazioni (sotto forma di pioggia, pioggia gelata, grandine, neve, ecc.) che qualsiasi parte della catena delle Cascate a sud dei vulcani delle Three Sisters in Oregon. Malgrado il vulcano si trovi troppo a sud per ospitare una copertura nevosa permanente, le abbondanti nevicate annuali sul Lassen generano 14 cumuli nevosi permanenti sopra e intorno alla cima della montagna, nonostante l'elevazione di quest'ultima sia piuttosto modesta.
È noto che temporali improvvisi imperversino frequentemente nell'area durante i mesi estivi. È per via di essi che possono verificarsi talvolta incendi: il 23 luglio 2012, un fulmine ha innescato un rogo che si è propagato fino ad un massimo di 113,62 km². Durante l'estate e l'autunno del 2016, il National Park Service ha dato luogo a roghi controllati per ridurre il potenziale combustibile per gli incendi nei dintorni di Mineral e nelle aree di Manzanita e del lago Juniper, rispettivamente.

### Geologia

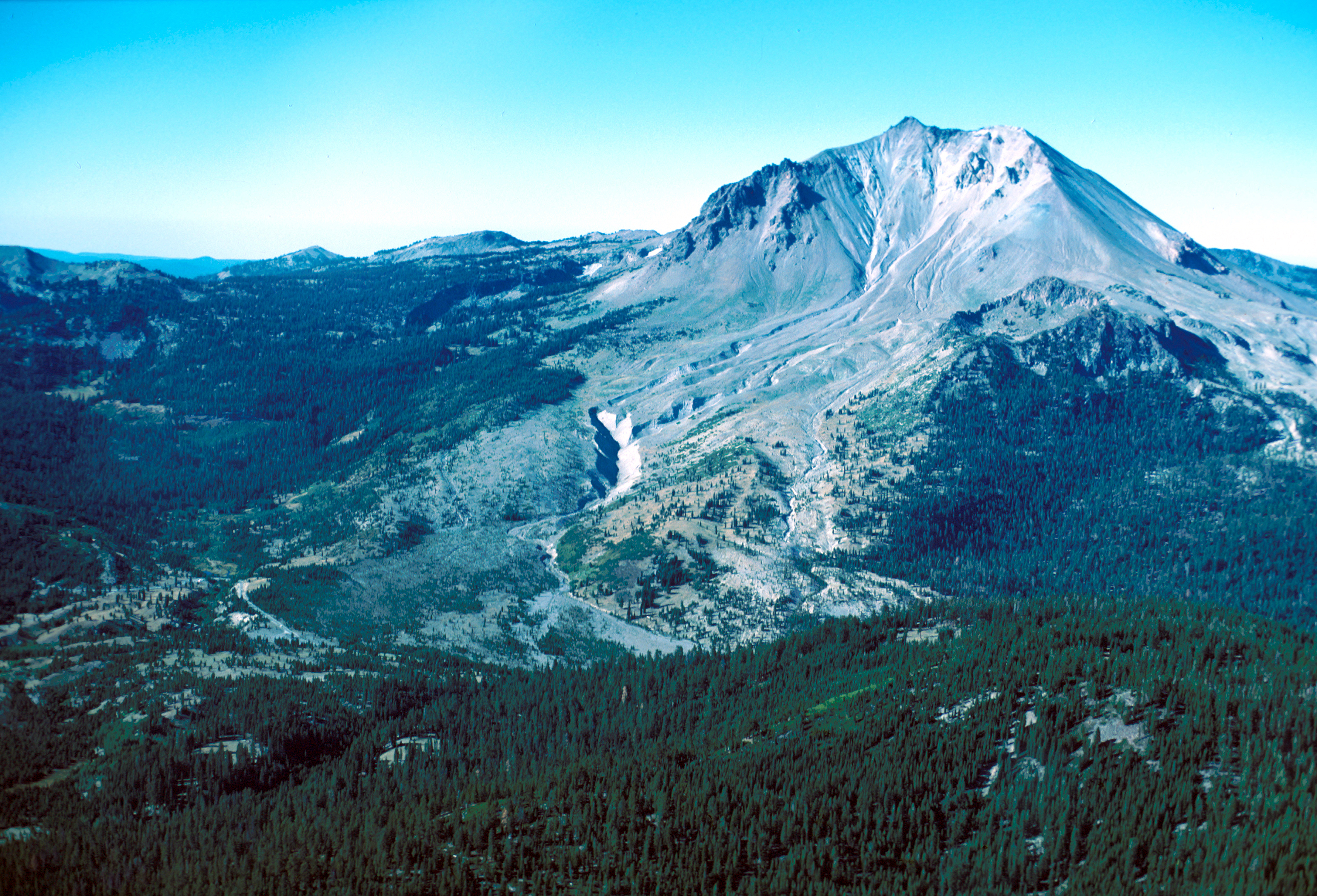
La parete nord-orientale del Lassen Peak

Il Lassen Peak si trova vicino all'estremità meridionale dell'arco vulcanico delle Cascate, oltre che alla parte occidentale della provincia di Basin and Range. Come altri crateri vulcanici, in passato era alimentato da camere magmatiche prodotte dalla subduzione della placca tettonica Juan de Fuca sotto il bordo occidentale della placca nordamericana. La regione è inoltre influenzata geologicamente dalla zona di subduzione della Cascadia, che scende verso est sotto la costa occidentale del Nord America nel nord-ovest Pacifico, così come si estende orizzontalmente a est della roccia crostale nel bacino e provincia di Basin and Range. Circa 3 milioni di anni fa, il limite meridionale dei vulcani attivi nelle Cascate corrispondeva al complesso vulcanico di Yana, localizzato 30 km a sud del Lassen Peak: poiché però al momento il confine meridionale del parco nazionale vulcanico di Lassen traccia in pratica lo stesso percorso, gli studiosi hanno dedotto che l'estremità meridionale dell'arco delle Cascate si sposta a una velocità di 1-2,5 cm all'anno.
Nel segmento meridionale delle Cascate, i vulcani lasciano intuire un'attività diffusa e di lunga durata prodotta dal magma che varia da basalti a bassa composizione di silice a riolite silicea (al contrario ricca di silice). Il complesso vulcanico di Lassen è alimentato da due camere magmatiche, un serbatoio calcare-alcalino comune al resto dei vulcani delle Cascate; l'altro, dal volume minore, si presenta con basalto tholeiitico olivina e povero di potassio, caratteristica questa tipica della provincia di Basin and Range. All'interno della regione, la maggioranza delle rocce vulcaniche, se non tutte, risalgono agli ultimi 3 milioni di anni. Durante questo periodo, almeno cinque grandi stratovulcani andesitici (ad esempio il monte Maidu) si formarono nelle vicinanze del parco nazionale vulcanico di Lassen, realizzando coni vulcanici prima di estinguersi e subire l'erosione. Per la maggior parte dei centri vulcanici delle Cascate meridionali, un vulcano diventa attivo e normalmente si estingue quando un altro inizia a eruttare, ma nel caso del Lassen i complessi del Maidu e del Dittmar si sovrapposero durante il tardo Pliocene al primo Pleistocene senza sopirsi. Il vulcanismo nelle vicinanze di Lassen segue una tendenza di eruzioni intermittenti ed episodiche alternate a lunghi periodi di dormienza, un andamento che persisteva già il tardo Pleistocene e l'Olocene. Durante gli ultimi 825.000 anni, accaddero centinaia di eruzioni esplosive su un'area di 520 km², con gli ultimi 50.000 in cui avvennero sette principali episodi eruttivi silicici che sparpagliarono nei dintorni duomi di lava dacitici, tefra e flussi piroclastici, uniti a cinque notevoli colate laviche basaltiche e andesitiche.
L'attività locale iniziò 600.000 anni fa con la formazione del vulcano Brokeoff (in alternativa noto come monte Tehama). Nello stesso periodo, circa 614.000 anni fa, un'eruzione esplosiva a sud-ovest del Lassen Peak produsse 83 km³ di pomice e cenere, ricoprendo quel che si trovava tra lo sfiato e quella che oggi è la città di Ventura. Questo deposito, denominato tefra di Rockland, raggiunge uno spessore di diversi centimetri all'interno dell'area della baia di San Francisco e si rintraccia fino al nord del Nevada e al sud dell'Idaho. La stessa eruzione formò anche una delle tre caldere conosciute all'interno della Cascate (le altre sono il lago Crater e la caldera di Kulshan situata presso il Baker). Poco dopo, il complesso vulcanico di Lassen, un gruppo di crateri ravvicinati, "prese vita" e finì per assorbire la vicina caldera. Durante il tardo Pleistocene produsse colate laviche di andesite che costruirono il vulcano composito Brokeoff (uno stratovulcano). Dopo il termine delle attività vulcaniche presso il Brokeoff, i fluidi idrotermali iniziarono ad alterare chimicamente i minerali nei flussi di andesite, alterando le rocce un tempo forti in materiali facilmente erosi. I ghiacciai e i torrenti furono in grado di erodere rapidamente canali profondi in queste rocce vulcaniche alterate, riducendo il picco un tempo alto del vulcano Brokeoff nel paesaggio attuale. In seguito all'erosione del Brokeoff, il vulcanismo è migrato verso il Lassen Domefield, a nord-est.

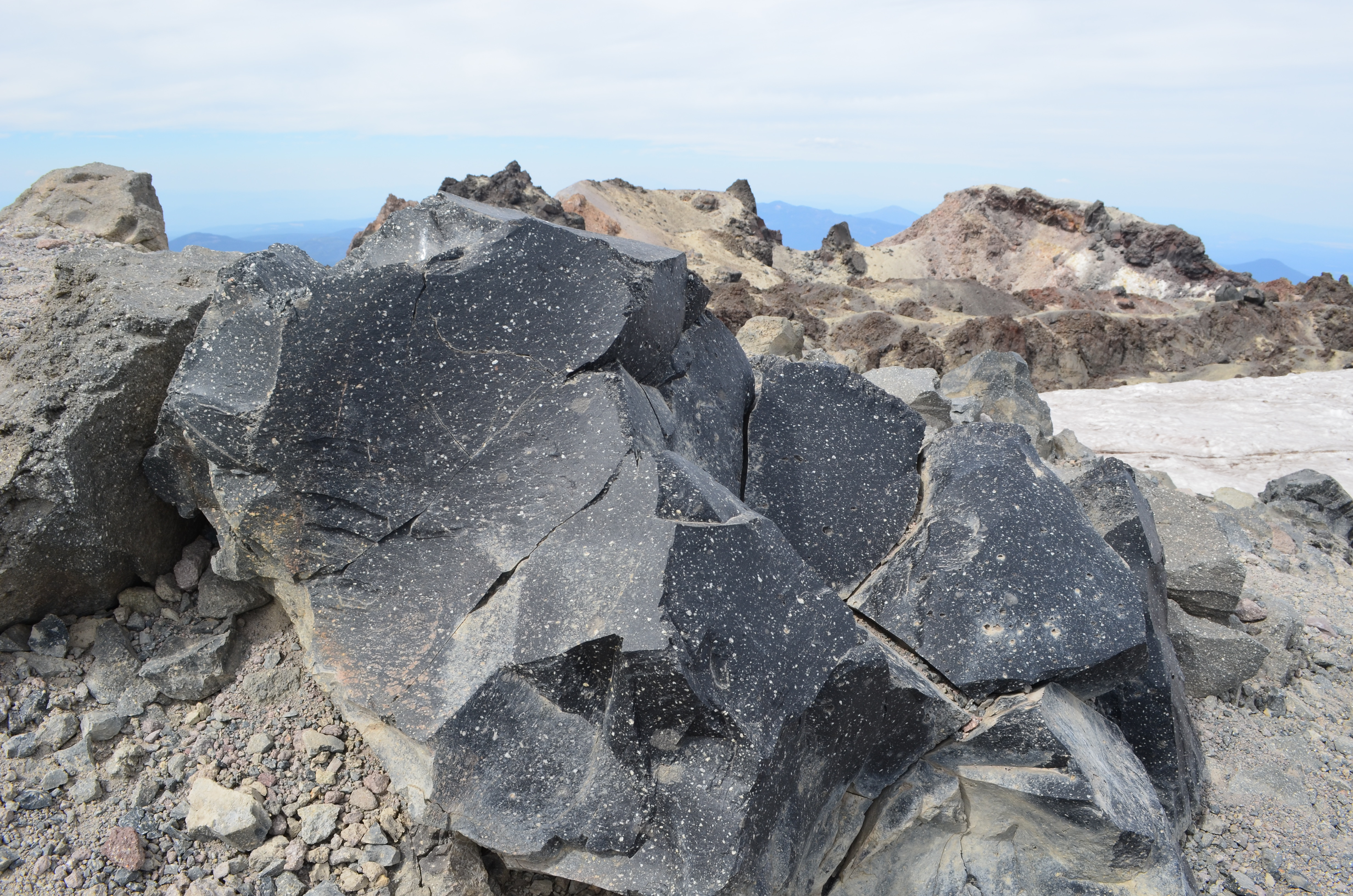
Roccia vulcanica dacitica sulla vetta del Lassen Peak

Il duomo di lava di Lassen Peak si delineò circa 27.000 anni fa, dopo una serie di eruzioni accadute nel corso di pochi anni, subendo una significativa erosione glaciale tra 25.000 e 18.000 anni fa. La depressione a mo' di coppa sul fianco nord-orientale del vulcano, chiamata circo, venne erosa da un ghiacciaio che si estendeva a 11 km dalla cupola. Al massimo 18.000 anni fa, Lassen Peak cominciò a formare una cupola di lava di dacite a forma di tumulo, spingendosi attraverso l'ex fianco settentrionale di Tehama. Quando la cupola lavica crebbe, frantumò la roccia sovrapposta e scatenò una coltre di ghiaione angolare attorno al vulcano emergente dai fianchi ripidi. In modo probabilmente simile al vicino Chaos Crags di 1.100 anni, il Lassen Peak assunse la sua altezza attuale in un lasso di tempo relativamente breve, forse addirittura pochi anni. Nell'ultimo millennio circa, l'attività a Lassen Peak originò sei cupole di lava di dacite, eruzioni di tefra e flussi piroclastici, oltre che il cosiddetto Cinder Cone. Generò inoltre le frane a Chaos Jumbles.
L'unico vulcano delle Cascate con un'elevazione superiore ai 3.000 m a non essere uno stratovulcano risulta proprio il Lassen Peak, un duomo di lava di riodacite. Rappresenta una delle maggiori cupole di lava sulla Terra, con un'altezza di 610 m sopra i suoi dintorni e un volume approssimativo di 2,5 km³. A differenza dei più convenzionali stratovulcani conici come il monte Shasta o il monte Rainier, il Lassen Peak fa parte di un complesso vulcanico con diverse aperture, ognuna delle quali rimane attiva per un certo numero di anni o decenni e difficilmente erutta due volte (si parla a tal proposito di campo vulcanico monogenetico). Duemila anni dopo la formazione del Lassen, quest'ultimo si presentava pieno di ghiacciai sui fianchi di dacite. A causa dell'erosione dall'ultimo avanzamento glaciale locale, cessata circa 15.000 anni fa, la cupola lavica di Lassen si presenta oggi ricoperta da depositi di ghiaione. Solo le sue formazioni rocciose sul fianco meridionale, vicine all'inizio del sentiero sommitale, non paiono significativamente alterate dall'erosione glaciale.

#### Sottocaratteristiche

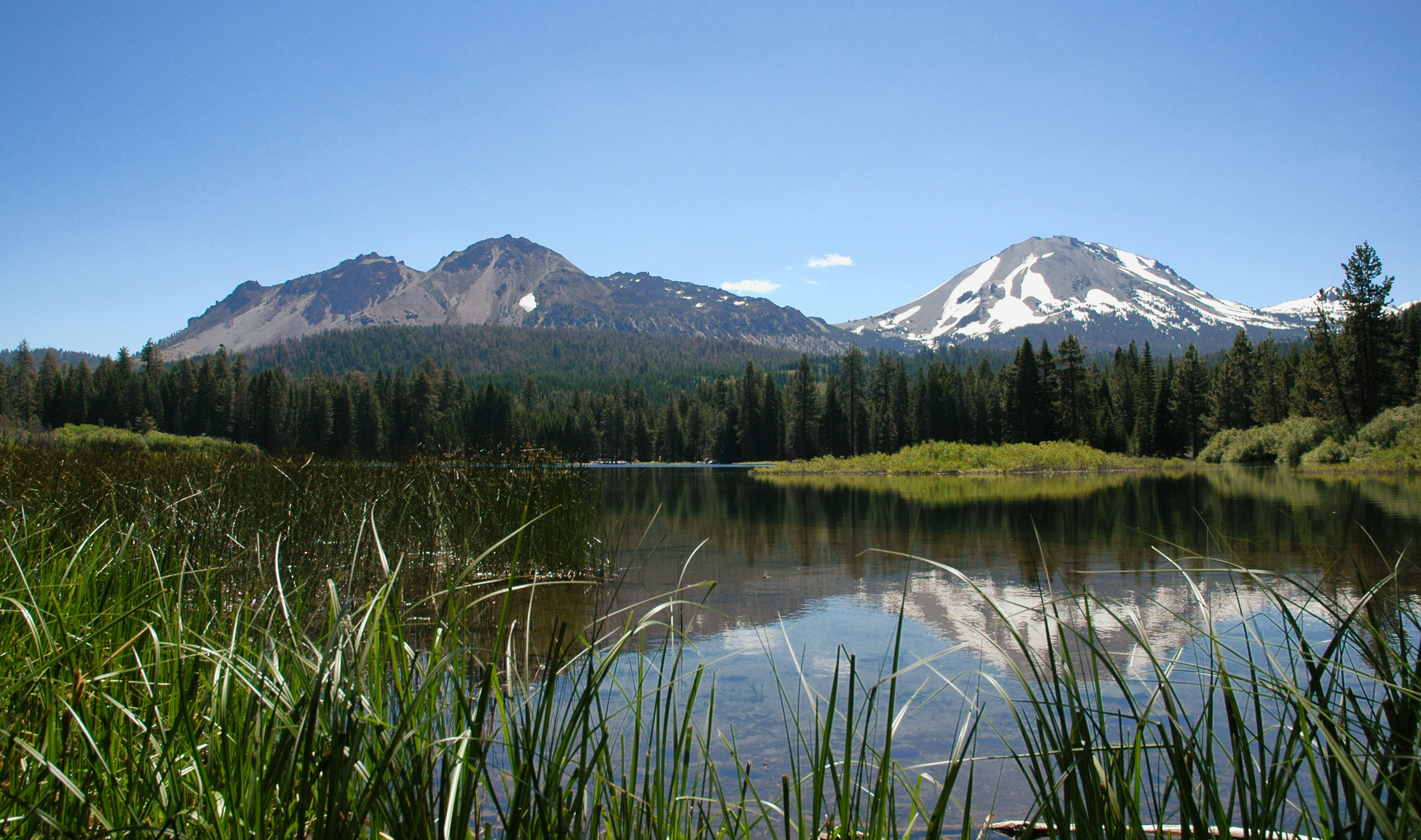
Chaos Crags e Lassen Peak come visti dal Lago Manzanita

Il centro vulcanico del Lassen comprende il vulcano Brokeoff, la cupola di lava dacitica di Lassen e una serie di piccoli vulcani a scudo andesitici localizzati a nord-est del picco di Lassen. Il campo del duomo lavico di Lassen ne comprende a sua volta 30 dacitici più o meno minori, come il monte Bumpass, l'Helen, lo Ski Heil Peak e lo Reading Peak, ma non vanno tralasciati Chaos Crags, Eagle Peak, Sunflower Flat e Vulcans Castle. I vulcani a scudo più prossimi includono Prospect Peak e West Prospect Peak, assieme ad ulteriori tre chiamati Cinder Cone, Hat Mountain e Raker Peak. L'area idrotermale all'interno del centro vulcanico del Lassen Peak, maggiormente attiva e visibile a sud-est e sud-ovest, rappresenta la più vasta area geotermica degli Stati Uniti, se si eccettua quella del parco nazionale di Yellowstone.
Le Chaos Crags, una serie di cinque piccole cupole laviche, rappresentano il gruppo montano più giovane nel complesso vulcanico di Lassen, raggiungendo un'altezza di 2.575 m s.l.m. Generate da vigorose eruzioni esplosive di pomice e cenere seguite da attività effusiva, fu così che si svilupparono camere magmatiche instabili, se si pensa alle ragguardevoli colate piroclastiche costituite da fiumi di lava incandescente e cenere litica capaci di emettere. In origine, figuravano sei cime, ma una venne distrutta da un flusso piroclastico. Circa 350 anni fa, ne crollò un'altra e generò i Chaos Jumbles, un luogo trasfigurato da una serie di tre enormi smottamenti e che spostò di 6,4 km la posizione dei pendii della vetta.
Cinder Cone, che raggiunge un'altezza di 210 m sopra l'area circostante nella regione nord-orientale della zona protetta del Lassen, forma un cono piroclastico simmetrico. Il vulcano mafico più giovane del complesso è circondato da blocchi di lava non vegetata e vanta crateri concentrici alla sua sommità. Il Cinder Cone è il frutto di cinque colate laviche di andesite basaltica e conta due coni di scorie, uno dei quali andò in gran parte distrutto poiché intaccato alla sua base da materiale incandescente. Nel 1850 e nel 1851, alcuni osservatori riportavano un'eruzione a Cinder Cone visibile da più di 64 km di distanza, con un testimone vicino alla montagna che sosteneva di aver osservato un flusso di lava "scorrere lungo i lati del vulcano". Tuttavia, nonostante queste testimonianze e resoconti in articoli di giornali e diverse riviste scientifiche, la veridicità di tali eruzioni è stata messa in dubbio dagli scienziati della United States Geological Survey (USGS). Oltre al fatto che i coni di cenere di solito scagliano lava dalle bocche di base, mancano prove incontrovertibili che suggeriscano l'attività del vulcano sin dalla sua formazione nel 1650. Nello specifico, un vecchio esemplare di Salix scouleriana che cresceva vicino al cratere sommitale, documentato nel 1850, appariva ancora presente nei resoconti del 1880 dopo le presunte eruzioni, circostanza che permette di affermare che nessuna colata ebbe luogo durante il biennio sopra indicato.

### Ecologia
Il Lassen Peak fornisce l'ambiente ideale per piante quali le tsughe occidentali (Tsuga heterophylla), i pini dalla corteccia bianca (Pinus albicaulis) e i fiori di campo alpini. Le tsughe generalmente crescono fino ai 2.800 m s.l.m., mentre i pini a corteccia bianca si trovano anche sui 3.000 m. In tutto il parco nazionale, si possono trovare inoltre esemplari di abete rosso (Abies magnifica), tsughe, pini argentati (Pinus monticola), abeti del Colorado (Abies concolor), pini contorti (Pinus contorta), pini di Jeffrey (Pinus jeffreyi), pini gialli (Pinus ponderosa), calocedri (Calocedrus), ginepri (Juniperus) e varie specie di querce. Altre piante studiate nell'area del Lassen Peak sono costituite da Monardella villosa, lupini, Wyethia, felci, Veratrum, Phyllodoce, vari generi di graminacee,
Arctostaphylos patula, Crysolepis, grani saraceni, Gilia, Penstemon newberryi, Calochortus, Holodiscus discolor e una varietà di arbusti chaparral.
I vari habitat nel parco nazionale vulcanico di Lassen ospitano circa 300 specie di vertebrati tra mammiferi, rettili, anfibi, pesci e uccelli, inclusi l'aquila di mare testabianca (Haliaeetus leucocephalus), che è definita "minacciata" ai sensi della lista delle specie in pericolo del 1973, e il falco pellegrino (Falco peregrinus), poi però scomparsi dall'elenco nel 1999. Nelle zone ricoperte da foreste sotto i 2.400 m, la flora si compone di orsi neri (Ursus americanus), puma (Puma concolor), cervi muli (Odocoileus hemionus), martore americane (Martes americana), rampichini (Certhia americana), cince delle Montagne Rocciose (Poecile gambeli), picchi pileati (Dryocopus pileatus), salamandre dalle lunghe dita (Ambystoma macrodactylum) e diversi chirotteri. Ad altitudini più elevate, si possono intravedere la nocciolaia di Clark (Nucifraga columbiana), topi cervini (Peromyscus) e chipmunk, mentre tra i banchi di tsughe e le zone subalpine con scarsa vegetazione vivono comunità di fanello rosato testagrigia (Leucosticte tephrocotis), ocotonidi (Ochotona), e scoiattoli di terra dal mantello dorato (Callospermophilus lateralis). Tra i banchi sparsi di graminacee, abeti rossi e pini gialli si scorgono lo junco occhiscuri (Junco hyemalis), l'arvicola montana (Microtus montanus) e la lucertola salvia (Sceloporus graciosus). I prati sul fondo delle valli lungo i torrenti e i laghi risultano graditi alla rana arboricola del Pacifico (Pseudacris regilla), al serpente giarrettiera terricolo (Thamnophis elegans), al piro-piro pettorossiccio maggiore (Limnodromus scolopaceus), al serpente giarrettiera comune (Thamnophis sirtalis), e al Thomomys monticola. Ulteriori animali presenti all'interno dell'area del parco nazionale includono serpenti come il boa caucciù (Charina bottae), il serpente giarrettiera comune (Thamnophis sirtalis) e il serpente a strisce (Masticophis taeniatus); anfibi come tritoni, salamandre e la rana delle Cascate (Rana cascadae); 216 specie di uccelli tra cui la parula di MacGillivray (Geothlypis tolmiei), la parula di Wilson (Cardellina pusilla), il passero canoro (Melospiza melodia), l'allocco macchiato (Strix occidentalis), l'astore (Accipiter gentilis) e il quattrocchi minore (Bucephala albeola); cinque specie di pesci autoctoni, ovvero trota iridea (Oncorhynchus mykiss), Siphateles bicolor, rinicto (Rhinichthys osculus), testarossa di Lahontan (Richardsonius egregius) e Catostomus tahoensis, oltre a quattro invasive, quali il salmerino di fonte (Salvelinus fontinalis), la trota (Salmo trutta), Notemigonus crysoleucas e Pimephales promelas. Tra gli invertebrati di spicco rientra il genere di farfalle Nymphalis californica.

## Storia
I dintorni del Lassen Peak, specialmente a oriente, sud e sud-est, rappresentavano un punto di incontro per le tribù dei Maidu, degli Yana, degli Yahi e degli Atsugewi. La sommità era conosciuta tra alcune popolazioni autoctone come Amblu Kai, che significava "Montagna Squarciata" o "del Fuoco", e come Kom Yamani, che voleva dire "Montagna di neve", tra i Maidu. Tuttavia, poiché la zona non era adatta a residenze stabili, si rintracciano prove archeologiche relativamente scarse.
Il primo europeo a raggiungere Lassen Peak fu Jedediah Smith, il quale attraversò l'area nel 1821 mentre si dirigeva verso la costa occidentale degli Stati Uniti. Dopo che la corsa all'oro californiana spinse un numero crescente di coloni nell'area, il Lassen Peak ricevette tale designazione in onore di un fabbro danese, Peter Lassen, che guidò gli immigrati oltre la vetta fino alla valle del Sacramento negli anni '30 del XIX secolo. Per raggiungere il sito si percorreva il Nobles Emigrant Trail, così chiamato per la guida William Nobles, pioniere del sentiero nel 1851.
La prima salita registrata del Lassen Peak avvenne nel 1851, sotto la guida di Grover K. Godfrey. Nel 1864, Helen Tanner Brodt fu la prima donna a raggiungere la vetta del Lassen Peak, con l'intento di immortalare il paesaggio circostante su una tela. Un lago tarn presente sul Lassen Peak è stato battezzato Lake Helen in suo onore. Il Bumpass Hell, un'area idrotermale vicino al Lassen Peak, prende il nome da un pioniere che subì ustioni e perse una gamba poco dopo. Altri nomi storici per Lassen Peak includono Mount Joseph (dal 1827), Snow Butte, Sister Buttes e Monte Lassen.

### Parco nazionale vulcanico di Lassen
Il presidente degli Stati Uniti Theodore Roosevelt nominò il Lassen Peak monumento nazionale nel 1907. Nonostante la popolazione nativa affermasse che il Lassen Peak fosse "pieno di fuoco e acqua" e sarebbe scoppiato di nuovo, si diffuse la convinzione secondo cui il vulcano si fosse estinto e che fosse luogo di intriganti fenomeni vulcanici, i quali potevano essere studiati e osservati. Quando questo si risvegliò nel 1914, il monumento andò ampliato e si istituì il parco nazionale vulcanico di Lassen il 9 agosto 1916. L'area protetta, vasta 430,47 km², si raggiunge percorrendo la California State Route 89.

## Attività vulcanica

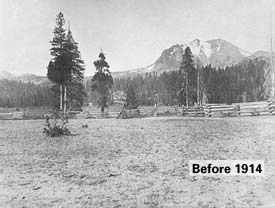
Il Lassen Peak prima del 1914

### Nell'antichità
Tra 385.000 e 315.000 anni fa, il vulcanismo virò dalla costruzione di stratovulcani andesitici alla produzione di duomi di dacite. Negli ultimi 300.000 anni, il Lassen Peak e il suo circondario hanno generato più di 30 duomi, di cui il maggiore è appunto il Lassen. Trattandosi di lava accumulatasi perché spinta verso l'alto ma troppo viscosa per sfuggire alla sua fonte, presero forma costruzioni rocciose ripide. Il duomo di lava del Lassen Peak nacque 27.000 anni fa dopo una serie di eruzioni avvenute nel corso di pochi anni, subendo significative variazioni durante l'era glaciale tra 25.000 e 18.000 anni fa. Nessuna attività vulcanica ebbe luogo da 190.000 anni a circa 90.000 anni fa, ma durante gli ultimi 100.000 anni sono avvenuti almeno 12 episodi di grande rilevanza a livello di attività eruttiva nell'areale del Lassen; da 90.000 anni fa, il gruppo dei Twin Lakes ha cominciato a rilasciare lave miste con aspetti e composizioni variabili, tra cui colate di andesite e andesite basaltica e coni vulcanici agglutinati (costituiti da rocce piroclastiche fuse), localizzati presso il duomo di Lassen. Nel corso della fase eruttiva dei Twin Lakes, ha avuto luogo la costruzione del complesso dei duomi del Chaos Crag tra 1100 e 1000 anni fa.
Prima del 1914, il Lassen Peak probabilmente subì almeno un'eruzione esplosiva, la quale diede vita a un cratere sommitale profondo 110 m con un diametro di 300 m. Depositi di antiche colate di fango che possono essere ricondotti specificamente al duomo di Lassen sono stati rintracciati anche a Hat Creek, Lost Creek e in una regione a est della cosiddetta Devastated Area.

### 1914–1921
Il 30 maggio 1914, nonostante un'apparente assenza di una qualche scossa premonitrice, il Lassen si risvegliò dopo 27.000 anni di quiescenza, producendo un'esplosione di vapore che scavò un piccolo cratere con un lago abbastanza profondo sulla sommità del vulcano. Il cratere è cresciuto mentre veniva scavato da più di 180 esplosioni freatiche simili nell'arco di più di quasi un anno, raggiungendo una lunghezza di 300 m. Il 14 maggio 1915, il Lassen Peak eruttò blocchi di lava che si sparsero fino a Manton, 32 km a ovest della montagna. Il giorno successivo, il vulcano aveva prodotto un duomo di lava dacitica, composto tra il 63 e il 68% di silice, sparso su tutta la vetta. Il 19 maggio, una grande eruzione distrusse questa cupola e sulla sommità si formò un nuovo cratere. Non si verificarono colate laviche, ma sezioni del duomo caddero sui fianchi superiori della montagna, che erano coperti da più di 9 cm di neve. La lava mista a neve e roccia innescò un lahar dalla larghezza di 0,80 km che scorreva lungo il fianco del vulcano, percorse 6,4 km e raggiunse poi Hat Creek. Dopo aver deviato a nord-ovest, a Emigrant Pass, il lahar si estese di ulteriori 11 km lungo Lost Creek. Il 20 maggio, la valle inferiore di Hat Creek fu inondata da acqua fangosa, che danneggiò le abitazioni del ranch nell'area della Old Station e causò lievi ferite ad alcune persone, tutte fuggite subito dopo. Rimuovendo le case dalle loro fondamenta, il lahar sradicò alberi alti più di 30 m. L'alluvione continuò per altri 48 km, uccidendo i pesci del fiume Pit. In contemporanea, la lava di dacite con una viscosità inferiore rispetto alla dacite della precedente eruzione colmò il cratere sommitale, traboccando e estendendosi in due flussi per 300 m lungo i lati occidentale e nord-orientale della montagna.

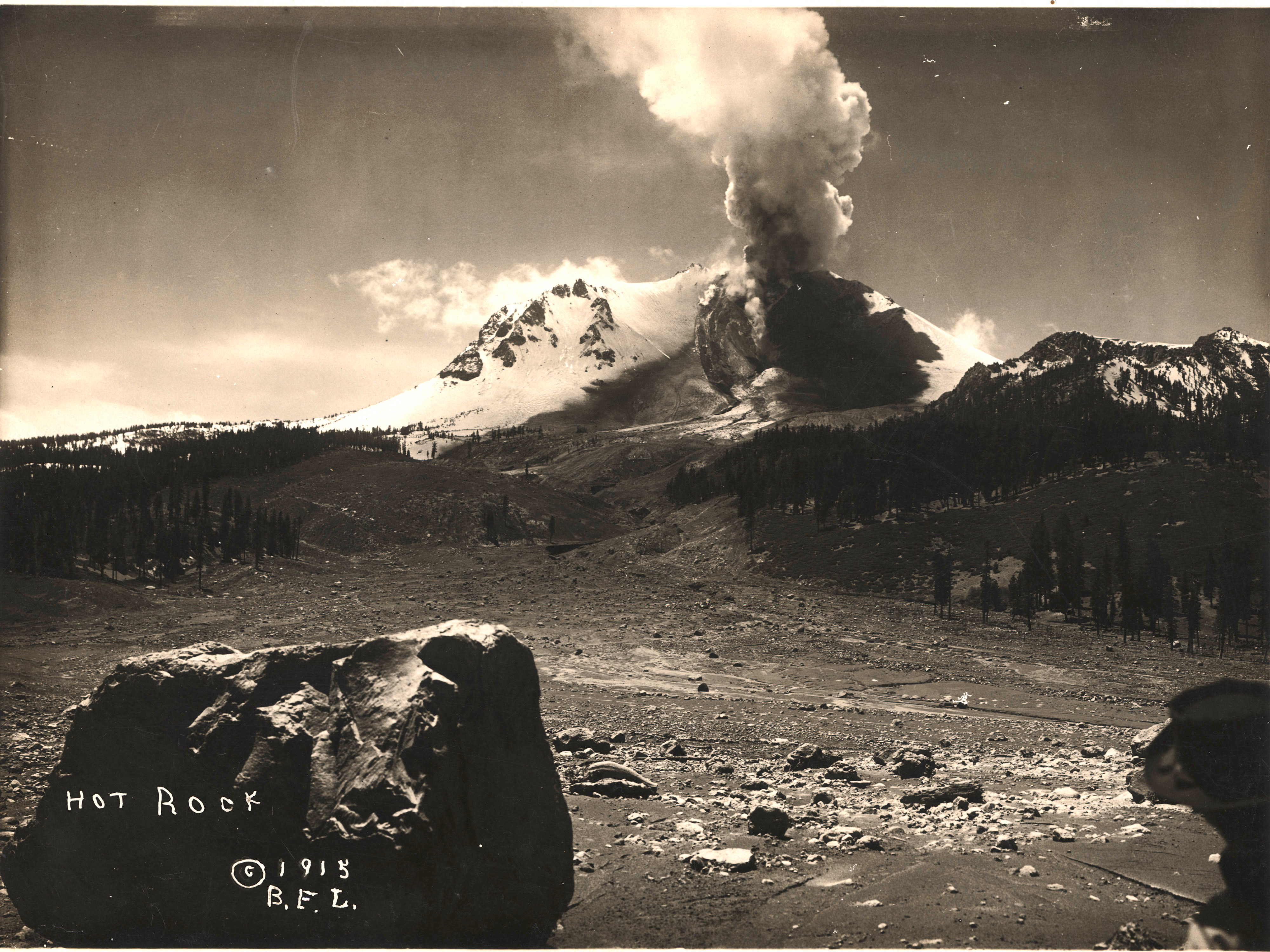
La colonna eruttiva della "Grande esplosione" (Great Explosion) del 22 maggio 1915 si scorse fino a 240 km di distanza. In primo piano si intravede il Loomis Hot Rock, uno dei tanti grandi massi smossi dall'eruzione talmente cocenti da non poter essere toccati per diversi giorni più tardi (Fotografia di B. F. Loomis; la roccia oggi)

Il 22 maggio 1915, verso le ore 16:00, il Lassen Peak inaugurò una violenta eruzione esplosiva che espulse rocce e pomici dalla tale portata da rendere il cratere più grande e più profondo alla sua sommità. In 30 minuti, cenere vulcanica e gas costituirono una colonna che raggiunse altitudini superiori a 9.100 m e che si poteva essere scorgere dalla città di Eureka, localizzata 240 km a ovest. La colonna si inabissò però bruscamente, generando un flusso piroclastico composto da cenere calda, pomice, roccia e gas che spazzò via qualunque cosa nel raggio di 7,8 km² e propagò un lahar entro 24 km, lambendo una seconda volta la valle di Hat Creek. Depositi fangosi minori si sparsero su ogni lato del vulcano, così come uno strato di pomice e cenere vulcanica che arrivò fino a 40 km a nord-est; la cenere vulcanica è stata ritrovata a oltre 450 km ad est della città di Elko, in Nevada. Inoltre, la colata lavica sul fianco nord-orientale del vulcano è stata rimossa da questa eruzione, ma non il deposito simile sul fianco occidentale.
Il volume della produzione eruttiva è stato pari a 0,029 km³, un numero minore rispetto a quello registrato con l'eruzione del monte Saint Helens (1 km³). La regione sul fianco nord-orientale del vulcano, costellata dalle eruzioni e vasta 7,8 km², è conosciuta come Devastated Area e presenta uno suolo scarso di silice, privo di nutrienti, che non riesce a sostenere la normale crescita degli alberi a causa della mancanza di ritenzione idrica. A causa delle sottili dimensioni dei depositi, si è rivelato difficile ricostruire esattamente gli effetti delle eruzioni del 1915.
Dopo il 1915, le esplosioni di vapore continuarono per diversi anni, sparpagliando roccia estremamente calda sotto la superficie del Lassen Peak. Nel maggio 1917, un'esplosione di vapore particolarmente forte formò il cratere settentrionale sulla sommità del Lassen Peak, con eruzioni della durata di due giorni e la produzione di una nuvola di cenere che si estendeva di 3.000-3.700 m nel cielo. A giugno sono state segnalate altre 21 esplosioni, che trasformarono ulteriormente il cratere creando un nuovo soffione sulla vetta nordoccidentale del Lassen Peak. Nel giugno 1919 si verificarono eruzioni di vapore e attività simili furono osservate l'8 aprile e il 9 aprile 1920, seguite da attività simili della durata di 10-12 ore nell'ottobre dello stesso anno. Durante il febbraio 1921, del vapore bianco eruttò dalle fessure orientali del vulcano. In totale, si osservarono circa 400 eruzioni tra il 1914 e il 1921, le ultime nelle Cascate antecedenti a quella del 1980 del Saint Helens, che fu l'unica altra negli Stati Uniti contigui durante il XX secolo.

#### Le eruzioni in filmati e immagini del XX secolo
Durante le sue eruzioni all'inizio del Novecento, il Lassen Peak attirò l'attenzione dei media come primo vulcano ad eruttare negli USA durante il centennio scorso. A differenza delle eruzioni del Baker, del Rainier, del St. Helens o dell'Hood durante il XIX secolo, le eruzioni del Lassen Peak
vennero molto ben documentate dai giornali e ampiamente fotografate. Al di là dei corrispondenti per conto delle testate giornalistiche, le immagini migliori e più complete furono scattate dall'uomo d'affari locale Benjamin Franklin Loomis. Servendosi di una fotocamera da 8x10 pollici (20x25 cm) con negativi su lastra di vetro, Loomis realizzò la sua pellicola e allestì una camera oscura in una tenda. Egli scrisse dell'eruzione a cui assistette il 14 giugno 1914 definendola "spaventosamente grandiosa". Le immagini di Loomis vennero pubblicate nel suo libro Pictorial History of the Lassen Volcano (1926); alcune sue tavole originali rimangono negli archivi del National Park Service. Le sue fotografie vennero utilizzate per aiutare a comprendere la cronologia e la geologia delle eruzioni del 1915 del Lassen Peak.
Una delle eruzioni del 1917 fu filmata da Justin Hammer dal vicino lago Catfish. Mentre la versione originale risultava in muto, alla pellicola in seguito suo nipote Craig Martin aggiunse effetti sonori. Verso il film si mostrò di nuovo interesse nel XXI secolo, quando nel 2015 la Shasta Historical Society lo ripubblicò.

### Attività vulcanica attuale

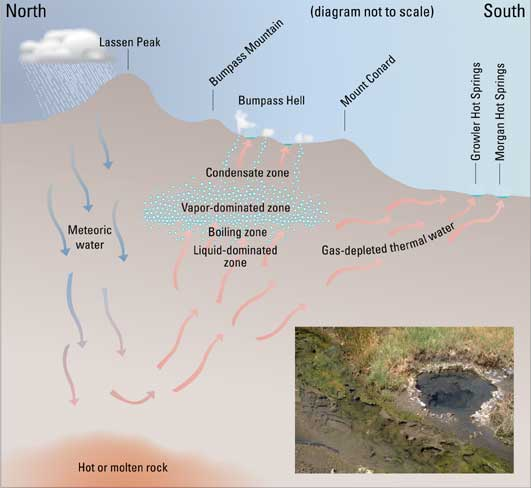
Il parco nazionale vulcanico di Lassen ha un vasto sistema idrotermale che include fumarole, sorgenti termali e pozze di fango

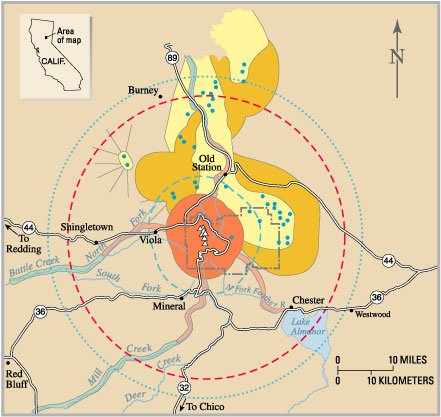
Una mappa del rischio vulcanico per Lassen Peak realizzata dall'USGS. Per il vulcanismo basaltico, i punti blu indicano i soffioni, lo spazio giallo indica le zone di flusso di lava e lo spazio arancione indica le zone a rischio di caduta di cenere. Per il vulcanismo dacitico, i triangoli indicano le prese d'aria, le linee tratteggiate in rosa scuro le zone a rischio di flusso piroclastico, gli spazi rosa chiaro le zone di flusso di fango, le linee tratteggiate blu le zone a forte rischio di caduta di ceneri, le linee tratteggiate blu le zone di caduta moderata di cenere e gli spazi verdi le zone di inondazione. Qualsiasi spazio rosso indica zone a rischio combinato (ovvero esposte a lahar, flussi piroclastici, valanghe e/o cenere)

Il Lassen Peak non può considerarsi spento, se si pensa alle fumarole attive in zona, ai soffioni, alle sorgenti calde e agli ammassi fangosi a mo' di testimonianza di lahar passati presenti in ogni angolo del parco nazionale. L'attività varia in base alla stagione; durante la primavera, quando l'acqua di disgelo è più abbondante, le fumarole e le pozze idriche fanno registrare temperature più basse, mentre gli ammassi fangosi si fanno meno secchi e più viscosi. Durante l'estate e la siccità, diventano più secche e calde, poiché non possono essere raffreddate dalle falde acquifere. Dell'attività geotermica può essere osservata a Bumpass Hell, Little Hot Springs Valley, Pilot Pinnacle, Sulphur Works, Devils Kitchen, Boiling Springs Lake e Terminal Geyser, nonché alle Morgan and Growler Hot Springs a sud del parco nazionale a Mill Canyon. Si tratta del risultato dell'ebollizione di corsi d'acqua sotterranei, che dunque generano vapore durante il loro percorso. A Bumpass Hell, tali caratteristiche emergono in maniera lampante, con temperature che raggiungono i 161 °C a Big Boiler, la più grande fumarola del parco e una delle fumarole idrotermali più calde del mondo. A causa della loro acidità e del calore, nessuno di questi corpi idrotermali è sicuro per la balneazione tranne che al Drakesbad Guest Ranch. I soffioni vicino a Lassen Peak, in particolare, sono rimasti attivi negli anni '50 indebolendosi gradualmente nel tempo, anche sui crateri sommitali. L'idrotermia locale viene monitorata continuamente per le sue condizioni fisiche e chimiche dalla USGS.
Gli scalatori hanno riportato eruzioni di vapore nei crateri sommitali per decenni dopo che l'attività risultava apparentemente cessata nel 1921, con il naturalista Paul Schulz che documentò 30 forti getti in vetta negli anni '50. In un rapporto della USGS si legge di come "nessuno può dire quando, ma pare quasi certo che l'area di Lassen sperimenterà di nuovo eruzioni vulcaniche". Sulla scia di tali considerazioni, il California Volcano Observatory elenca il livello di minaccia del vulcano come "molto alto". All'epoca delle eruzioni di inizio Novecento, l'area circostante al Lassen era scarsamente popolata, ma un'eruzione simile oggi potrebbe mettere a rischio molte vite e l'economia della California settentrionale. Le eruzioni si verificano con frequenza simile ai grandi terremoti dalla faglia di Sant'Andrea, con almeno dieci verificatesi nello stato nell'ultimo ventennio, la più recente delle quali proprio con il coinvolgimento del Lassen Peak. Meno dell'1% della popolazione californiana vive all'interno di zone a rischio che potrebbero essere interessate da un'eruzione, ma complessivamente tali aree vengono visitate da più di 20 milioni di persone ogni anno. Inoltre, un certo numero di vulcani californiani potenzialmente attivi si erge a meno di 160 km da agglomerati urbani, una distanza questa che non gli assicura di sfuggire a colate di cenere le quali viaggiano di solito per diverse centinaia di chilometri. Nel caso di segnali che suggeriscono un'imminente attività vulcanica, l'USGS ha già pianificato di recarsi in zona contattando ulteriori ricercatori e usufruendo di nuovi strumenti di monitoraggio, oltre che ricercatori, oltre che collaborare con grande sinergia con il National Park Service, responsabile della tutela del parco.
Sebbene i flussi di lava basaltica costituiscano l'attività eruttiva più comune del sito, non si può escludere l'eventualità che si generino flussi di lava silicica più violenti e, di conseguenza, più pericolosi; allo stesso, se si dovessero originare duomi di lava aggiuntivi e instabili, questi potrebbero collassare e generare flussi piroclastici i quali potrebbero spandersi per diversi chilometri. Poiché il Lassen Peak vanta una quantità significativa di neve e ghiaccio nei suoi pressi, i suoi flussi idroclastici (o ceneri vulcaniche calde) potrebbero mescolarsi con l'acqua e formare del lahar (colate detritiche composte in genere da fango e acqua ghiacciata) che potrebbero rivelarsi catastrofiche per il perimetro circostante. Le eruzioni dacitiche potrebbero inoltre dare vita a colonne vulcaniche di gas e cenere pericolose per il transito degli aerei nell'area. Il complesso del Lassen rappresenta infine una minaccia per i visitatori, che come anticipato sono soliti recarsi nella catena delle Cascate meridionale in gran numero, a causa di improvvise valanghe che potrebbero essere del tutto estranee al vulcanismo locale. A causa della minaccia di una valanga dalla vicina Chaos Crag, che poteva rivelarsi assai concreta in caso di risveglio dell'attività vulcanica o scosse sismiche, il Centro visitatori del Lassen Peak situato al lago Manzanita chiuse i battenti nel 1974. Nel 1993, una frana con un volume di 9.900 m³ si abbatté lungo il fianco nord-orientale del cratere, senza però ferire alcun visitatore. Nonostante l'attuale stato di quiescenza, le frane rappresentano ancora rischi significativi a causa dell'instabilità intrinseca del picco.
Il monitoraggio avviene sotto la supervisione del California Volcano Observatory, organizzazione che dispone di una rete di sensori in grado di misurare l'aumento della sismicità, la deformazione del suolo o le emissioni di gas da cui si possa comprendere il movimento del magma verso la superficie vicino al vulcano. Dal canto suo, l'USGS, in collaborazione con il National Park Service, ha proceduto a tenere sotto controllo il Lassen Peak e altre aree vulcaniche nel parco grazie all'installazione di tiltmetri, sismometri e clinometri. Prima del 1996, i rilievi geodetici a Lassen Peak non rilevavano la deformazione del suolo, ma il radar interferometrico di apertura sintetica (InSAR) tra il 1996 e il 2000 suggeriva che la subsidenza stava avvenendo a una velocità di 10 mm ogni anno entro un'area circolare con un diametro di 40 km, il cui centro si localizzava appena a 5 km del vulcano. Più tardi, nel 2004, sono stati effettuati ulteriori studi utilizzando il sistema di posizionamento globale (GPS), i quali, uniti ad ulteriori indagini InSAR, hanno mostrato che la subsidenza è proseguita fino al 2010. Il Lassen Peak risulta uno dei quattro vulcani delle Cascate a mettere in atto un simile fenomeno dal 1990, assieme al vulcano del lago Medicine, al monte Baker, e al Saint Helens. Sebbene non si possa associarla in modo inequivocabile a una possibile eruzione, questa subsidenza può offrire informazioni su come il magma viene immagazzinato all'interno della regione, sull'ambiente tettonico e su come i sistemi idrotermali si evolvono per lunghi periodi di tempo. I ricevitori GPS sono stati installati per monitorare la deformazione all'interno del complesso vulcanico di Lassen dal 2008: i 13 sismometri nelle vicinanze, installati per la prima volta nel 1976 e da allora aggiornati ogni decennio, rilevano continuamente i terremoti nella zona.

## Attività ricreative

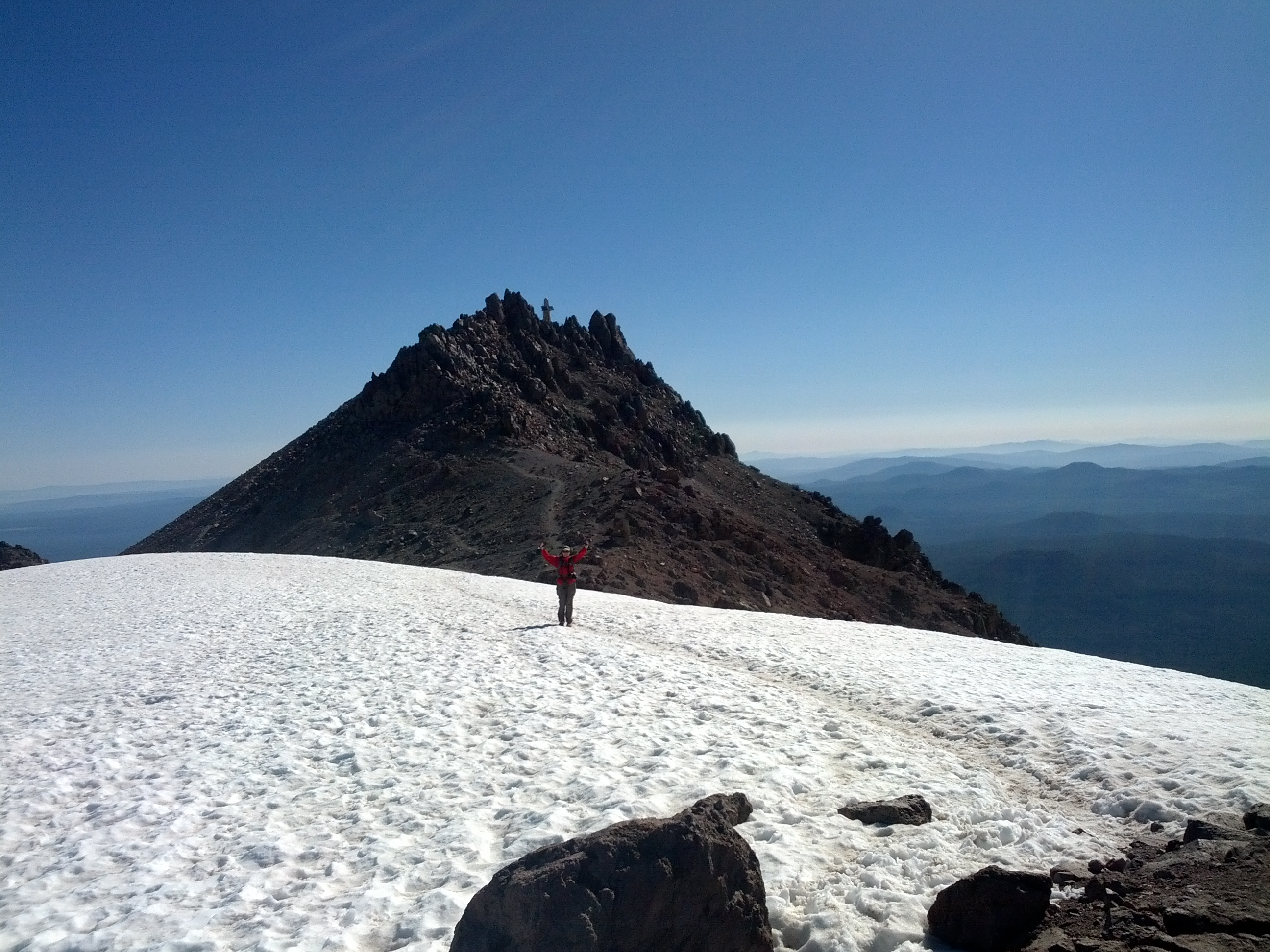
Cima innevata del Lassen Peak

Il parco nazionale vulcanico di Lassen è visitato da più di 350.000 persone ogni anno. Incorporando più di 240 km di sentieri escursionistici, esso viene visitato da persone che compiono escursioni durante l'estate. Le attività invernali più popolari includono invece l'impiego di racchette da neve, alpinismo e sci. In quanto secondo vulcano più alto della California settentrionale, dietro solo al monte Shasta, il Lassen Peak risulta spesso visitato da scalatori ed escursionisti di tutto il mondo. La vetta è accessibili agli scalatori e non per la maggior parte degli anni verso la fine di giugno, rimanendo in uso fino a quando non cadono abbondanti nevicate in ottobre o novembre. Dopo che un bambino di 9 anni è morto per il crollo di un muro di sostegno lungo il sentiero della vetta il 29 luglio 2009, il cammino è stato chiuso per sei anni per lavori, riaprendo nel 2015.
Il sentiero per la vetta della montagna è accessibile da un parcheggio sul lato nord della California State Route 89. Il Lassen Peak Trail, che parte dal punto appena menzionato, si snoda per 4 km in un sentiero tutt'altro che rettilineo, con una salita approssimativa di quasi 600 m dal principio del percorso escursionistico, a 2.600 m, fino alla vetta, a 3.187 m. Dalla parte nord-est della sommità, si possono ammirare le colate di fango del 1915 del Lassen e il Prospect Peak; quella nordoccidentale offre vedute dei due crateri a forma di conca del Lassen e del monte Shasta, localizzato a 130 km a nord.
L'ingresso meridionale del parco ospita un'area preposta agli sport invernali, dove i visitatori possono sciare e utilizzare racchette da neve. All'interno della foresta nazionale del Lassen, i visitatori hanno la facoltà di andare in bicicletta, in barca o usare motoslitte.